# رابرت بی. وید
```
رابرت بی. وید
 (زاده ۲۰ ژوئن ۱۹۵۹) فیلمنامه‌نویس، 
تهیه‌کننده
 و کارگردان آمریکایی است که شاید بیشتر به خاطر کارهایش در زمینه مستندها و 
Curb Your Enthusiasm
 شناخته شده
 باشد.
```

## در آغاز کار
وید کار خود را با فیلم در یک کار اولیه انجام داد و با بازرسی از فیلم‌های آموزشی ۱۶ میلیمتری در کتابخانه عمومی فولرتون در ایالت اورنج کانتی، کالیفرنیا شروع به کار کرد.
در سال ۱۹۷۸، ضمن گذراندن دوره‌های تولید فیلم در کالج نارنجی ساحل در کاستا مسا، کالیفرنیا، وید تصمیم گرفت فیلم مستند برادران مارکس را با الهام از عشق او به کارشان تولید کند. تحت تأثیر رد چندین بار درخواستهای وی به دانشکده سینما-تلویزیون USC، او به زمان خودش روی این پروژه کار کرد و با کمک چارلز اچ. جوفی حق کلیپ‌های لازم برای ساخت فیلم را گرفت. برادران مارکس در یک نوتشل در سال ۱۹۸۲ از PBS پخش شد و "یکی از بالاترین برنامه‌ها در تاریخ PBS" شد.

## فیلم‌های مستند
از آن زمان پروژه‌های وی شامل مستندهای چهار کمدین: WC Fields , Mort Sahl، Lenny Bruce و Woody Allen.